# Aichi E16A
El Aichi E16A Zuiun (瑞雲 nube de buen augurio?), denominado por los Aliados "Paul", fue un hidroavión japonés de reconocimiento durante la Segunda Guerra Mundial. Entre 1942 y 1945 se construyeron un total de 252 unidades. La designación de la Armada Imperial Japonesa era Hidroavión de reconocimiento de la Armada Zuiun Modelo 11.

## Variantes
- E16A1 : Versión de producción.
- E16A2 : Prototipo de una versión mejorada equipada con un motor Mitsubishi Kinsei 62 de 1.560 hp.

## Historia operacional
En octubre de 1940, Aichi inició por su cuenta un proyecto para desarrollar un hidroavión que sustituyese al Aichi E13A entonces en servicio. Unos meses después, en enero de 1941, la Armada Imperial Japonesa creó unas especificaciones para esa tarea, volando el primer prototipo algo más de un año después, en mayo de 1942. La poco habitual característica de incluir frenos de picado, que permitirían al E16A un desempeño secundario como bombardero en picado, crearon serios problemas de estabilidad y bataneo, que no se solucionaron hasta agosto de 1943, llevándose a cabo entonces su entrada en servicio.
Durante 1944, y debido a la superioridad aérea estadounidense, gran cantidad de E16A resultaron destruidos, siendo gran parte de los aparatos supervivientes empleados en misiones suicidas kamikaze en Okinawa.

## Especificaciones (E16A1)
Referencia datos: Enciclopedia Ilustrada de la Aviación

### Características generales
- Tripulación: 2
- Longitud: 10,8 m (35,5 ft)
- Envergadura: 12,8 m (42 ft)
- Altura: 4,8 m (15,7 ft)
- Superficie alar: 28 m² (301,4 ft²)
- Peso vacío: 2945 kg (6490,8 lb)
- Peso cargado: 4553 kg (10 034,8 lb)
- Planta motriz: 1× motor radial Mitsubishi Kinsei 54.
  - Potencia: 969 kW (1300 HP; 1318 CV)

### Rendimiento
- Velocidad máxima operativa (Vno): 440 km/h (273 MPH; 238 kt)
- Alcance: 2420 km (1307 nmi; 1504 mi)
- Radio de acción: km
- Alcance en combate: km
- Alcance en ferry: km
- Techo de vuelo: 10 000 m (32 808 ft)

### Armamento
- Ametralladoras: 1× ametralladora Tipo 2 de 13 mm a popa de la cabina.

- Cañones: 2× cañones automáticos Tipo 99 Modelo 2 de 20 mm.
- Bombas: 250 kg

### Aeronaves similares
- Arado Ar 196
- Vought OS2U Kingfisher
- Aichi E13A

### Secuencias de designación
← E11A • E13A • E14Y • E15K • E16A

### Listas relacionadas
- Anexo:Hidroaviones y aviones anfibios
- Anexo:Aviones de la Armada Imperial Japonesa